# Plecia wittei
Plecia wittei är en tvåvingeart som beskrevs av Hardy 1950. Plecia wittei ingår i släktet Plecia och familjen hårmyggor.
Artens utbredningsområde är Rwanda. Inga underarter finns listade i Catalogue of Life.